# Lead Me On
Lead Me On é o décimo primeiro álbum de estúdio da cantora estadunidense Amy Grant, lançado em 1988.

## Faixas
1. 1974 - 4:22
2. Lead Me On - 5:35
3. Shadows - 5:24
4. Saved by Love - 4:38
5. Faithless Heart - 5:10
6. What About The Love - 5:23
7. If These Walls Could Speak - 5:42
8. All Right - 4:23
9. Wait for the Healing - 5:36
10. Sure Enough - 4:00
11. If You Have to Go Away - 4:01
12. Say Once More - 4:54

## Disco Bônus '20th Anniversary Edition'
1. Lead Me On - 4:40
2. Introduction to Faithless Heart (Amy e Michael W. Smith) - 0:33
3. Faithless Heart (Acoustic) - 3:51
4. Say Once More (Acoustic) - 3:49
5. Wait for the Healing (Live) - 6:01
6. Shadows (Live) - 5:26
7. All Right (Live) - 5:22
8. Piano Intro (Michael W. Smith) - 1:51
9. Lead Me On (Live) - 6:27
10. Quite a Change (Interview) - 1:41
11. The Great Balancing Act (Interview) - 1:46
12. Seasons (Interview) - 1:19
13. Wait for the Healing (Interview) - 1:01
14. Looking Back (Interview) - 0:44